# The Eveready Hour
The Eveready Hour è stato il primo programma di varietà sponsorizzato commercialmente nella storia delle trasmissioni radio. Esordì il 4 dicembre 1923 (o, secondo altre fonti, il 4 novembre 1923 o il 12 febbraio 1924) su WEAF Radio a New York City. Primo programma della radio sponsorizzato, fu pagato dalla National Carbon Company, che all'epoca possedeva l'Eveready Battery. Il padrone di casa per molti anni fu il suonatore di banjo e vocalista Wendell Hall, "The Red Headed Music Maker", che scrisse la popolare "It Ain't Gonna Rain No Mo" (Victor Records). Hall si sposò su The Eveready Hour nel 1924.

## Storia
Il programma iniziò localmente nella stazione radio WEAF di New York City nel 1923. L'idea per il programma venne a George Furness della National Carbon Company che si sintonizzò sulla stazione WJZ quella estate e ascoltò Edgar White Burrill leggere He Knew Lincoln di Ida M. Tarbell. Intuendo le possibilità ancora inesplorate della programmazione radio e della pubblicità, Furness diventò produttore e supervisore di The Eveready Hour, uno spettacolo che strutturò per portare l'intero spettro della cultura americana sulle onde radio. Quando debuttò a dicembre il critico dei media, Ben Gross, lo definito "il programma più importante che venisse trasmesso".
La notte delle elezioni, il 4 novembre 1924, il programma fu "agganciato" a 18 stazioni. Wendell Hall fu il conduttore con Will Rogers, Art Gillham, Carson Robison e il Quartetto Eveready, che intrattenevano, negli intervalli tra i risultati elettorali che venivano dati da Graham McNamee. Joseph Knecht diresse la Waldorf-Astoria Dance Orchestra. The Eveready Hour diventò l'alimentatrice multi-stazione nel 1924 per un gruppo di stazioni orientali e medio-occidentali, un collegamento che più tardi servì come base della National Broadcasting Company (NBC), a partire dal 1927. The Eveready Hour continuò come una trasmissione caratteristica su NBC fino al 1930.
Una pubblicazione del Saturday Evening Post del 1926 per The Eveready Hour ed Eveready Batteries mostrava un'illustrazione di fantasia degli ascoltatori della radio nei seguenti brani:
Come la nave favolosa in cui Giasone portò a casa l'incantato vello d'oro, l'Eveready Hour porta un ricco tesoro di intrattenimento per incantare i porti/case dei suoi ascoltatori. Inaugurato due anni fa, l'Eveready Hour fu un'avventura nella storia delle trasmissioni - un'ora di intrattenimento in collegamento, non interrotto dalla frequente citazione del nome dell'emittente.
La radio è già diventata un'arte altamente specializzata degna del più scrupoloso codice etico, e l'Eveready Hour rappresenta uno sforzo sincero pionieristico nel fornire la forma più accettabile di intrattenimento radiofonico.
I programmi Eveready coprono un'ampia gamma di intrattenimenti e di interessi umani, trasportandoci in momenti di sana semplicità; alle isole aride dove i marinai abbandonati incontrano l'avventura, la fame e la morte; ai combattimenti in Francia con soldati che cantano; ad altezze emotive, raccontando con la musica le storie delle stagioni ed ai ricordi di anni passati suscitati da vecchie ballate e dalle commedie musicali preferite.
Tra gli ospiti c'erano Lionel Atwill, Arthur "Bugs" Baer, Belle Baker, Eddie Cantor, Pablo Casals, Irvin S. Cobb, Richard Dix, Emma Dunn, Lew Fields, il Fonzaley String Quartet e Laurette Taylor. Diretto da Paul Stacey e Douglas Coulter, lo spettacolo presentava un'orchestra diretta da Nathaniel Shilkret. Nel 1924 Charles W. Harrison mise insieme l'Eveready Mixed Quartet, un gruppo che comprendeva Harrison, il soprano Beulah Gaylord Young (moglie di Harrison), il contralto Rose Bryant e il basso Wilfred Glenn. Tom Griselle provvedeva all'accompagnamento al pianoforte. Harrison dirigeva anche un quartetto maschile per lo spettacolo radiofonico.
Il cantautore Yip Harburg collaborò in vari spettacoli come indicato dai copioni esistenti:

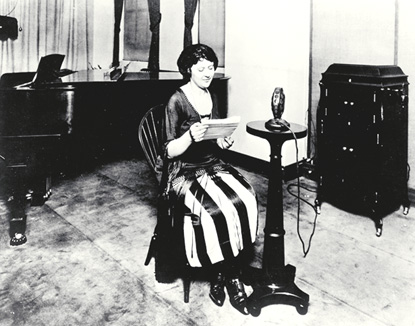
L'annunciatrice Helen Hahn nello studio della WEAF nel 1922.

- The Mayor of Hogan's Alley ("Eveready Hour," CBS radio, 19 febbraio 1929) Dattiloscritto di una commedia musicale in un atto; musica di Jay Gorney ed Henry Souvaine [copione di E.Y. Harburg]. - 27 pagine.
- How's the Judge[?] ("Eveready Hour," CBS radio, 14 maggio 1929) Dattiloscritto di una commedia musicale in un atto; musica di Jay Gorney ed Henry Souvaine [copione di E.Y. Harburg]. - 27 pagine.
- For Dear Old Delta ("Eveready Hour," CBS radio [1929]) Dattiloscritto di una commedia musicale in un atto; musica di Jay Gorney ed Henry Souvaine [copione di E.Y. Harburg]. - 29 pagine.[2]

### Registrazioni sopravvissute
L'unica registrazione nota di una trasmissione di Eveready Hour è stata fatta da un ingegnere presso l'Edison Laboratory di West Orange, New Jersey, la sera del 15 maggio 1928, dal segnale in onda della stazione WEAF. Questa registrazione notevolmente limpida contiene un annuncio locale di un annunciatore della WEAF, Paul Dumont, e poi i primi 18 minuti della trasmissione di un'ora. Questa stessa registrazione ha la distinzione di essere la prima conosciuta trasmissione di prova (registrazione fuori onda) di una trasmissione live radio drammatica. In altre parole, era una registrazione di una trasmissione radio che non era un evento di notizie, un discorso o di sola musica. Questa rara registrazione è ora archiviata nel sito Edison National History (ENHS), che fa parte del National Park Service.

## Da ascoltare
- Thomas Edison's Attic: la cantante Blues Martha Copeland canta alla The Eveready Hour (15 maggio 1928)